# Magnus Andersson (football, 1958)
Pour les articles homonymes, voir Magnus Andersson (homonymie) et Andersson.
Magnus Andersson est un footballeur suédois né le 23 avril 1958. Il évoluait au poste de défenseur latéral gauche.

## Biographie

### En club
Magnus Andersson réalise l'intégralité de sa carrière avec le Malmö FF, club où il joue de 1975 à 1988.
Il dispute avec cette équipe 265 matchs en première division suédoise, inscrivant 12 buts. Il remporte quatre titres de champion de Suède, et cinq Coupes de Suède.
Au sein des compétitions européennes, il dispute 17 matchs en Coupe d'Europe des clubs champions, 16 en Coupe de l'UEFA, et 11 en Coupe des coupes. Il est finaliste de la Coupe d'Europe des clubs champions en 1979, en étant battu par le club anglais de Nottingham Forest. En Coupe des coupes, il inscrit un but contre le Benfica Lisbonne en octobre 1980.

### En équipe nationale
Magnus Andersson reçoit 11 sélections en équipe de Suède entre 1977 et 1987, inscrivant un but.
Il joue son premier match en équipe nationale le 27 avril 1977, contre l'équipe d'Écosse (défaite 3-1 à Glasgow). Le 28 juin 1978, il inscrit un but contre la Finlande (victoire 2-1 à Borås). C'est son seul but en équipe nationale. Il reçoit sa dernière sélection le 18 avril 1987, contre l'Union soviétique (victoire 1-3 à Tbilissi).

## Palmarès
- Finaliste de la Coupe d'Europe des clubs champions en 1979
- Finaliste de la Coupe intercontinentale en 1979
- Champion de Suède en 1975, 1977, 1986 et 1988
- Vainqueur de la Coupe de Suède en 1975, 1978, 1980, 1984 et 1986